# Eutetrapha velutinofasciata
Eutetrapha velutinofasciata är en skalbaggsart som beskrevs av Maurice Pic 1939. Eutetrapha velutinofasciata ingår i släktet Eutetrapha och familjen långhorningar. Inga underarter finns listade i Catalogue of Life.